# Jovem Pan FM Porto Alegre
Jovem Pan FM Porto Alegre é uma emissora de rádio brasileira sediada em Montenegro, cidade do estado do Rio Grande do Sul. Opera no dial FM, na frequência 90.7 MHz, e é afiliada à Jovem Pan FM. Pertence ao Grupo RSCOM, que também é responsável pela Jovem Pan FM Serra Gaúcha de Bento Gonçalves. Seu estúdio está num edifício comercial no Centro de Montenegro, e sua antena de transmissão no alto do Morro São João, na Bela Vista. A emissora também tinha um estúdio auxiliar no Shopping Total em Porto Alegre, de onde era gerada a programação local da rádio.

## História
Após a compra da Rádio Cultura do Vale pelo Grupo RSCOM, e estreando em 9 de maio de 2001 como Rádio Viva Metropolitana, a emissora finalizou suas operações em 23 de novembro de 2016. No dia seguinte, passou a contar com chamadas de expectativa para a estreia como nova afiliada da Jovem Pan FM. Com isso, a rádio ganhou instalações em Porto Alegre, sediadas dentro do Shopping Total.
Para marcar a reestreia da Jovem Pan, um coquetel foi realizado em 5 de dezembro reunindo profissionais da comunicação e convidados. A Jovem Pan FM Grande Porto Alegre estreou oficialmente em 12 de dezembro, ao meio-dia, durante o Pânico.

## Programas
- Jornal da Manhã[4]
- Na Balada
- Rock N'Pop
- Uma Atrás da Outra
- As 7 Melhores
- Jurassic Pan

## Comunicador
- Arthur Cipriani